# Chan Sin-Yuk
Chan Sin-Yuk (chinesisch 陳善玉, Pinyin Chén Shànyù, Jyutping Can4 Sin6juk6*2, kantonesisch Chan Sin Yuk; * 4. Juli 2002 in Hongkong) ist eine Hongkonger Squashspielerin. 

## Karriere
Chan Sin-Yuk spielte ab 2020 verstärkt auf der PSA World Tour und gewann auf dieser bislang neun Titel. Ihre höchste Platzierung in der Weltrangliste erreichte sie mit Position 33 am 28. November 2022. Bereits in ihrer Zeit bei den Juniorinnen wurde sie mehrfache Asienmeisterin und erreichte bei den Erwachsenen 2021 bei diesem Turnier das Viertelfinale. Im selben Jahr stand sie auch im Halbfinale der Hongkonger Landesmeisterschaften. 2022 wurde sie mit der Nationalmannschaft Asienmeisterin und nahm mit ihr außerdem an der Weltmeisterschaft teil. 2023 wurde sie nach einem Finalsieg gegen Sivasangari Subramaniam Asienmeisterin. Bei den 2023 ausgetragenen Asienspielen 2022 in Hangzhou unterlag sie Sivasangari Subramaniam im Einzelfinale und sicherte sich damit ebenso die Silbermedaille wie kurz zuvor schon mit der Mannschaft. 2024 folgte eine weitere WM-Teilnahme mit der Nationalmannschaft.
Sie studiert Wirtschaftswissenschaften an der Columbia University, für die sie auch im College Squash aktiv ist.

## Erfolge
- Asienmeisterin: 2023
- Asienmeisterin mit der Mannschaft: 2022
- Gewonnene PSA-Titel: 9
- Asienspiele: 2 × Silber (Einzel und Mannschaft 2022)